# La Cucaracha (film, 1959)
A La Cucaracha (magyar címe nincs, jelentése: „A csótány”) egy 1959-ben bemutatott mexikói film. 1959-ben jelölték a cannes-i filmfesztivál Arany Pálma díjára is.

## Cselekmény
|  | Alább a cselekmény részletei következnek! |

A történet a mexikói forradalom idején játszódik valahol Mexikó északi részén, ahol Pancho Villa forradalmi seregei a huertista kormányerők ellen harcolnak. Antonio Zeta forradalmár ezredes egy vesztes csata után bevonul egy Conejos nevű településre, ahol megismeri a mindenki által csak La Cucarachaként ismert nőt. La Cucaracha egy kemény, határozott, indulatos katonanő (neve a híres dalra, a La cucarachára utal), akiről olyan hírek keringenek, hogy számos férfival volt már kapcsolata.
Mivel Zetának az a parancsa Villától, hogy foglalja el a közeli San Blas várost, de nincs elég embere, erőszakkal besorozzák Conejos minden hadra fogható férfiját, köztük a tanárt is, akinek felesége, Isabel hiába könyörög, hogy ezt ne tegyék. Ezután sikerül ugyan elfoglalni a várost, de sokan meghalnak, köztük a tanár is, így Isabel ezután szomorúan, magába zárkózva követi a sereget.
Hamarosan Zeta és La Cucaracha egymásba szeret, de ezt a nő először nem mutatja ki, sőt, amikor a férfi virágot és ajándékot hoz neki, még pofon is üti az ezredest. Zeta azonban bezárja az ajtót, elsötétíti a házat és ráparancsol a nőre, hogy vetkőzzön le. Ő nem ellenkezik, másnaptól pedig már látszólag boldog párként járnak. Azonban Zetának Isabelhez is vannak kedves szavai, próbál lelket önteni a szomorú nőbe, ezért La Cucaracha azonnal féltékeny lesz. Valóságos „harc” kezdődik kettejük között, kiabálnak egymással, sértegetik egymást. Egy idő után La Cucarachának elege lesz, és elhagyja a sereget. Azzal vigasztalja magát, hogy ha a szeretett férfi már nem is az övé (legalábbis így érzi), akkor is van valamije a férfitól, amit senki nem vehet el tőle: ugyanis babát vár. Egyszer még találkozik Isabellel, ekkor már verekedésre is sor kerül köztük, de végül a sereg Isabellel, és La Cucaracha nélkül indul Zacatecas irányába, ahol várhatóan döntő fontosságú csatára kerül majd sor. A gyermek hamarosan megszületik, de anyja nemsokára megtudja: Zeta meghalt a zacatecasi győztes csatában.
|  | Itt a vége a cselekmény részletezésének! |

## Szereplők
- María Félix ... La Cucaracha
- Emilio Fernández ... Antonio Zeta ezredes
- Dolores del Río ...  Isabel Puente